# Veijo Meri
Veijo Väinö Valvo Meri, född 31 december 1928 i Viborg, Finland, död 21 juni 2015 i Helsingfors, var en finländsk författare.  
Meri tilldelades Nordiska rådets litteraturpris 1973 för romanen Sergeantens pojke.
Flertalet av Meris böcker är översatta till svenska och han är väl känd i Sverige. Han kan sägas vara en föregångare på den finska parnassen till den mer bitske och mer osannolike författaren Arto Paasilinna, som han på många sätt liknar i karaktäriseringen av sina fiktiva personer, även om Paasilinna gärna låter djuren få mänskliga skepnader.

## Författarskap
Meris bokutgivning har ofta skapat debatt i Finland, bland annat hans okonventionella och hett omdebatterade författarporträtt över Finlands nationalförfattare i Han som blev Aleksis Kivi (på finska Aleksis Stenvallin elämä, 1973). Likadant blev det med Det hände 1918 (Vuoden 1918 tapahtumat, 1960) som berörde den för några årtionden sedan i Finland känsliga tidsperioden omkring landets självständighet. Titelnovellen skildrar en liten avdelning rödgardister i inbördeskrigets förvirrade slutskede och Meri avkläder sina novellfigurer varje form av heroism och låter slumpen föra deras liv framåt på gränsen mellan liv och död. Meri beskriver ofta det militära livet, eller låter det åtminstone vara bakgrundsmiljö i sina romaner, bland annat i Rötter i vinden (Irralliset, 1959), där han skildrar garnisonslivet i Tavastehus under den ryska tiden. Hans mest kända roman är Manillarepet.

## Manillarepet
Manillarepet (Manillaköysi) utgavs på finska 1957 och översattes till svenska av Bertel Kihlman 1962. Krigsromanen känns modern i förhållande till Väinö Linnas roman Okänd soldat som på sitt sätt är en hjälteroman eller ett nationalepos, även om inte alla kritiker var överens om detta då den kom ut 1954. Manillarepet var bara tre år yngre och förebådade en ny tid i litteraturen, modernismens införande i Finland. Vari skillnaden låg kan man bara spekulera i, men kanske Linnas egna krigserfarenheter vid fronten gjorde sitt. Båda har blivit bästsäljare i världen, Manillarepet är översatt till minst fjorton språk och många har skrattat gott åt huvudpersonen Jåses permissionsresa hem från fronten, med ett rep omlindat sin kropp, vilket ställer till verkliga bekymmer för honom. Han kunde inte ta med repet, som han tänkte ge till sin hustru att använda som tvättlina, på något annat sätt, då militärpolisen visiterade alla tågresenärers bagage för att de ej skulle stjäla något som bättre behövdes vid krigsskådeplatsen.
Berättartekniskt låter författaren läsaren få del av många burleska historier som utspelar sig i finländska krigsmiljöer genom bipersoners skrönor i tågkupéer och avslutningsvis i Jåses hem. Själva smuggelförsöket misslyckas fullständigt då repet nästan håller på att kväva honom och hustrun väljer att skära upp det för att befria sin nyss anlända make och kastar detsamma i gödselhögen, eller som Meri skildrar det:
Men repstumparna samlade Vira ihop under förklädet så snart hon lossat dem från Jåse och sprang ut med dem bakom lagården och trampade ner dem med stöveln i gödselstacken, där man brukar gömma döda höns och andra smärre skamligheter. (översättning: Thomas Warburton)